# Aphredoderus sayanus
Genre
Espèce
Synonymes
- Scolopsis sayanus  Gilliams, 1824

Aphredoderus sayanus est un poisson d'eau douce qui habite généralement les eaux côtières de la côte est des États-Unis et les marais des zones de la vallée du Mississippi. Cette espèce se retrouve souvent vers le fond d'eaux claire et chaudes avec des courants faibles. Ces poissons sont normalement solitaires, carnivores, et nocturnes. Aphredoderus sayanus est connu pour consommer des larves de moustiques vivantes, des amphipodes, des crevettes, de petits poissons, et des libellules.
Aphredoderus sayanus est lié à la truite-perche, c'est la seule espèce de la famille des Aphredoderidae. Le nom spécifique sayanus est un hommage au naturaliste Thomas Dire. 

## Description
Ce petit poisson (jusqu'à 14 cm) est brun foncé, parfois avec une bande plus foncée près de la base de la queue. Une caractéristique unique de ce poisson est le placement avant de son cloaque, sous la tête, antérieure aux nageoires pelviennes. Ce placement permet aux femelles de mettre leurs œufs plus précisément à la racine des masses.
Aphredoderus sayanus est peut-être le seul animal connu capable de générer un produit chimique de camouflage, ou crypsis qui est efficace avec un grand nombre de proies potentielles.

## Distribution
Aphredoderus sayanus est une espèce d'eau douce des zones de climat tempéré, où la température varie de 5 à 26 °C. On le trouve le plus couramment dans le centre et l'est de l'Amérique du Nord. Il se reproduit dans les rivières de l'Atlantique, dans la vallée du Mississippi, et dans l'est des Grands Lacs. Ce poisson vivait aussi autrefois en Pennsylvanie, mais il a depuis été éliminé en raison des effets de l'urbanisation. Son aire de répartition géographique est très limitée dans les États-Unis, et la création de barrages et l'augmentation des effets de l'urbanisation restreignent l'ensemble de la taille de son habitat. Cela pourrait éventuellement conduire à une disparition de l'espèce dans certaines autres régions.

## Étymologie
Son nom spécifique, sayanus, lui a été donné en l'honneur de Thomas Say (1787-1834), naturaliste américain ami et collègue de l'auteur.